# Bundesstraße 10
Die Bundesstraße 10 (Abkürzung: B 10) im Südwesten Deutschlands führt in drei Teilstücken von der saarländischen Gemeinde Eppelborn bis Nersingen bei Neu-Ulm, wo sie an der A 7 endet.

## Verlauf
Ein erster, sehr kurzer Teil verläuft zwischen den saarländischen Gemeinden Lebach und Eppelborn und dient als Ortsdurchfahrt von Eppelborn und Zubringerstraße von Lebach zur Anschlussstelle Eppelborn auf die Bundesautobahn 1 hinter Eppelborn. Über die A 1 und A 8 erreicht man die Stadt Pirmasens.
Dort beginnt die B 10 als Fortführung der A 8 beim rheinland-pfälzischen Pirmasens und führt nach Landau in der Pfalz. Zwischen Landau und Wörth am Rhein ist sie durch die A 65 ersetzt.
Ab Wörth führt die B 10 dann über die baden-württembergischen Städte Karlsruhe, Pforzheim, Stuttgart, Esslingen am Neckar, Plochingen, Göppingen, Geislingen an der Steige, Ulm bis Nersingen, wo sie an der A 7 endet.
Zwischen Pforzheim und Stuttgart führt die Straße über die Enzweihinger Steige bei Vaihingen an der Enz und bei Schwieberdingen über den Glemstalviadukt. Auf diesem Abschnitt ist sie bis Münchingen zweistreifig und nur an der Enzweihinger Steige vierstreifig ausgebaut, was werktags zu langen Staus führt. Der Abschnitt zwischen Münchingen und Stuttgart-Zuffenhausen sowie der Abschnitt von Stuttgart-Berg bis Gingen an der Fils sind autobahnartig ausgebaut. Allerdings ist immer noch die Einmündung der Poststraße beim Wasserwerk Stuttgart-Berg als Ampelkreuzung ausgeführt.
Im Stadtgebiet von Ulm und Neu-Ulm führt die B 10 an der Konrad-Adenauer-Brücke über die Donau. Wegen der hohen Verkehrsbelastung ist dort ein Ersatzneubau der Brücke geplant.

## Geschichte

### Ursprung
Die befestigten Kunststraßen (Chausseen) im Südwesten Deutschlands wurden bereits im 18. Jahrhundert nach französischem Vorbild ausgebaut. Die Straßenverbindung zwischen den Residenzstädten Karlsruhe und Stuttgart wurde wegen ihrer großen Bedeutung ab 1737 als eine der ersten Straßen in Südwestdeutschland zur Chaussee ausgebaut und 1748 fertiggestellt. In jener Zeit (um 1746) wurde auch die über die Geislinger Steige führende Landstraße von Stuttgart nach Ulm zur befestigten Kunststraße ausgebaut. Erst in napoleonischer Zeit (um 1806) wurde die viel weiter südlich verlaufende Bundesstraße 28 zwischen Straßburg und Ulm als zweite Ost-West-Verbindung ebenfalls durchgehend zur Chaussee ausgebaut.

### Frühere Strecken und Bezeichnungen
Die in St. Ingbert-Rentrisch von der Paris-Mainzer Straße abzweigende Metz-Landauer Straße wurde am 16. Dezember 1811 zur Route impériale Nr. 74 erklärt. Nach 1815 bis 1945 gehörte die Pfalz zum Königreich Bayern bzw. zum Freistaat Bayern. Deshalb wurde die von Zweibrücken über Pirmasens nach Landau führende Straße als bayerische Staatsstraße Nr. 151 bezeichnet. Die bayerischen Staatsstraßen wurden ihrem Anfangsort entsprechend nummeriert:
- Staatsstraße Nr. 15: Augsburg – Günzburg – Ulm
- Staatsstraße Nr. 124: Salzburg – Wasserburg
- Staatsstraße Nr. 151: Zweibrücken – Pirmasens – Landau

Die Landstraße von Karlsruhe nach Stuttgart wurde 1901 als badische Staatsstraße Nr. 13 bezeichnet.
Die Fernverkehrsstraße 10 (FVS 10), ab 1934 Reichsstraße 10 (R 10) genannt, wurde 1932 als durchgehende Verbindung zwischen der Grenze des damals unter Völkerbundverwaltung stehenden Saargebietes bei Zweibrücken und der österreichischen Grenze bei Salzburg eingerichtet. Nach der Eingliederung des Saargebietes ins Deutsche Reich im Jahre 1935 wurde diese Straße bis nach Homburg verlängert, wo sie in die Reichsstraße 40, die Frankfurt mit Saarbrücken verband, mündete.
Die ehemalige Reichsstraße 10 führte von Augsburg über München, Ebersberg, Wasserburg am Inn und Traunstein bis nach Freilassing an der österreichischen Grenze. Nach dem Anschluss Österreichs 1938 wurde sie über Bad Ischl und Bad Aussee in die Steiermark fortgeführt. Zwischen Augsburg und München verliefen die Reichsstraßen R 2 und R 10 gemeinsam über Fürstenfeldbruck. Schon vor 1940 erhielt der Streckenabschnitt östlich von München in die Steiermark die neue Bezeichnung Reichsstraße 304, was auf dem deutschen Abschnitt bis Freilassing heute noch als Bundesstraße 304 weiterbesteht.

### Pirmasens – Landau
Die etwa 50 Kilometer lange Strecke zwischen Pirmasens und Landau soll laut dem derzeit gültigen Bundesverkehrswegeplan 2030 komplett auf vier Fahrstreifen erweitert werden.
Rund 18 Kilometer von der A 62 bei Pirmasens bis Hinterweidenthal sowie rund 3 Kilometer bei Landau bis zur A 65 sind bereits vierstreifig ausgebaut. Im Zuge des Ausbaus wurde eine vier Millionen Euro teure, 78 m lange und 60 m breite Grünbrücke beim Walmersbrunnen zwischen Ruppertsweiler und Hinterweidenthal errichtet.
Im Jahre 2023 sollten Ausbauarbeiten an der sogenannten „Felsnase“ im Folgeabschnitt von Hinterweidenthal bis Hauenstein starten. Hierbei soll ein 1,3 Kilometer langer Abschnitt von bisher zwei auf drei Fahrstreifen erweitert werden, um den dortigen Engpass zu beseitigen. Dazu sollen zwei weitere Fahrstreifen in den Fels getrieben werden, während ein Fahrstreifen auf dem bisherigen Niveau verbleibt. Der Ausbau soll acht Millionen Euro kosten, worin eine weitere Grünbrücke enthalten ist. Der im Verkehrswegeplan vorgesehene spätere vierstreifige Ausbau wurde bei der Planung bereits berücksichtigt, alle vorgesehenen Brücken usw. werden bereits vierstreifig gebaut.
Der durchgehende vierstreifige Ausbau bis Landau ist umstritten, vor allem im Landkreis Südliche Weinstraße stößt das Projekt auf Widerstand, während der Ausbau im Landkreis Südwestpfalz mehr Unterstützung findet. Auf Betreiben der Landesregierung wurde in einem Mediationsverfahren versucht, zwischen Befürwortern und Gegnern des Ausbaus zu vermitteln. Im Februar 2005 wurde dieses Verfahren für gescheitert erklärt. Ende September 2010 erfolgte der Planfeststellungsbeschluss für den vierstreifigen Ausbau des etwa 4,1 Kilometer langen Abschnitts zwischen Godramstein und der A 65 bei Landau. Im Jahre 2012 wurde für den Bereich Hauenstein bis Landau ein zweites Mediationsverfahren eingeleitet, welches 2013 scheiterte. Das Oberverwaltungsgericht Koblenz verhandelte am 3. Juni 2015 eine, während der Mediation ruhende, Klage gegen die Planfeststellung zwischen Godramstein und Landau. Bei dem am 1. Juli 2015 verkündeten Urteil wurde die Klage abgewiesen. Der damals zuständige Minister Lewentz verkündete hierauf, man werde so bald als möglich mit dem Ausbau beginnen. Am 21. September 2016 hat das Bundesverkehrsministerium 38,5 Millionen Euro für den Ausbau dieses Abschnitts freigegeben. Spatenstich war am 25. März 2019, die Bauzeit soll voraussichtlich rund sieben Jahre betragen. Im März 2025 wurde der rund 3 Kilometer lange Teilabschnitt von der Anschlussstelle Landau-Zentrum bis zur A 65 für den Verkehr freigegeben.
Der komplette vierstreifige Ausbau zwischen Hinterweidenthal und Landau wurde in den am 3. August 2016 beschlossenen Bundesverkehrswegeplan 2030 aufgenommen. Die drei Teilstücke „Hinterweidenthal bis Hauenstein“, „Hauenstein bis Wellbachtal (B 48)“ sowie „Godramstein bis Landau (A 65)“ von insgesamt 17,6 km Länge sind als „vordringlicher Bedarf“ eingestuft. Die dann noch verbliebenen zwei Teilstücke „Wellbachtal (B 48) bis AS Annweiler-Ost“ (Tunnelstrecke) und „AS Annweiler-Ost bis Godramstein“ mit 12,5 km Länge sind als „weiterer Bedarf mit Planungsrecht“ enthalten. Nach den neuesten Planungen soll die Ortsdurchfahrt Birkweiler auf einer Länge von 350 Metern um bis zu 14 Meter tiefergelegt und eingehaust werden, sodass der Verkehr dann durch einen Tunnel verläuft und der Verkehrslärm weitestgehend verschwindet und von der Straße im Ort dann fast nichts mehr zu sehen ist. Die Tunnelstrecke bei Annweiler soll mit zweistreifigen Paralleltunneln erweitert werden. Die Fahrtrichtung Pirmasens-Landau bliebe dann in den alten Tunneln und die entgegengesetzte Fahrtrichtung käme dann in die neuen.

### Stadtgebiet Karlsruhe
In Karlsruhe verläuft die B 10 bisher über die Rheinbrücke Maxau, die westliche Südtangente und durch das Stadtgebiet (Kriegsstraße, Ludwig-Erhard-Allee, Ostring, Durlacher Allee). Damit verläuft die B 10 von Karlsruhe-Weststadt bis zum Verkehrskreisel an der Einmündung der Ludwig-Erhard-Allee in die Wolfartsweierer Straße durch die Karlsruher Umweltzone. Planungen für eine zweite, nördlich von Maxau gelegene Rheinbrücke und eine Nordtangente sind umstritten. Von letzterer ist der östliche Abschnitt am 15. September 2009 freigegeben worden. Die B 10 verläuft nun zwischen Karlsruhe-Durlach und Karlsruhe-Nord über die A 5.

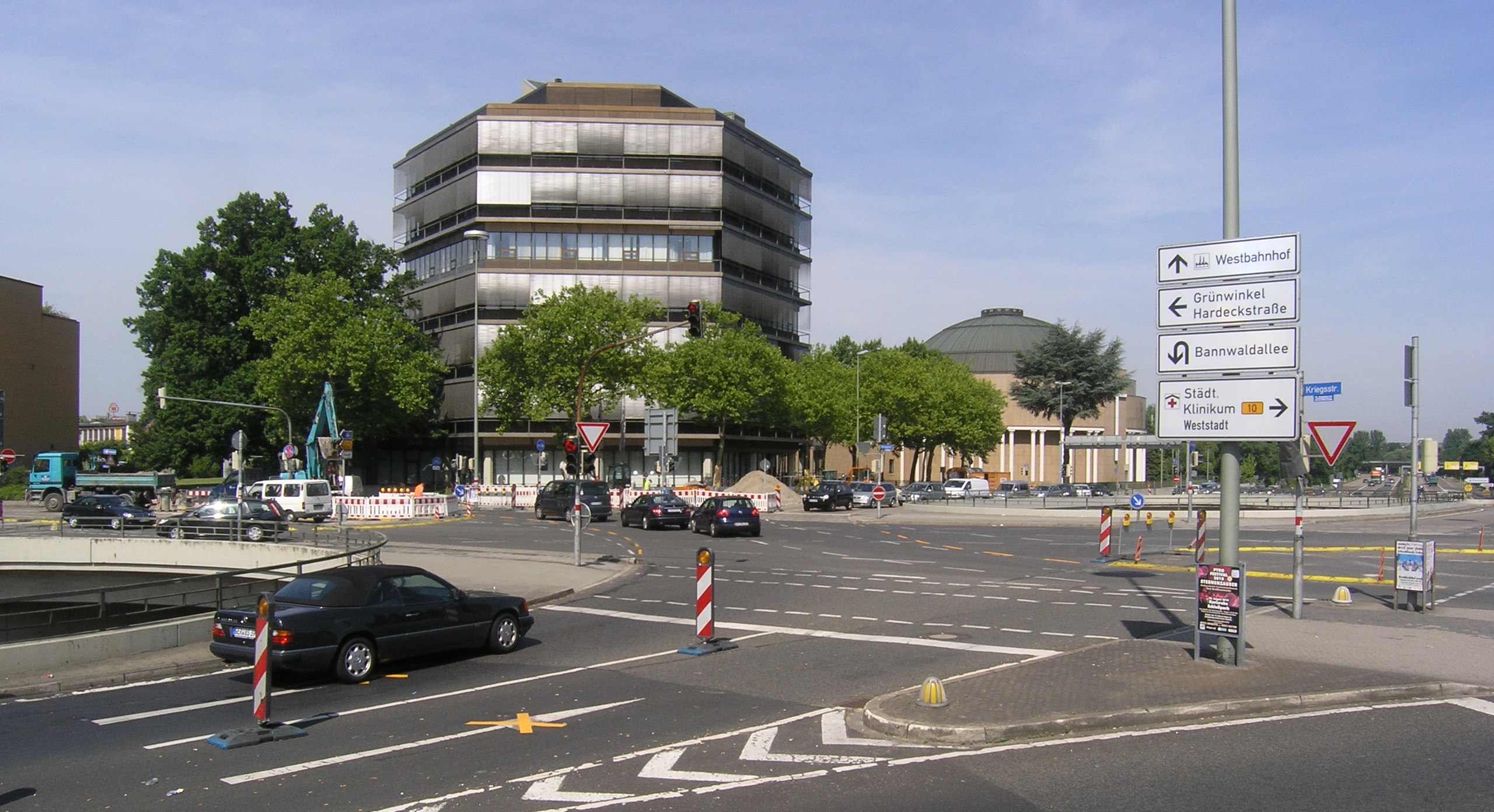
Grünwinkel: Abzweigung von der Südtangente
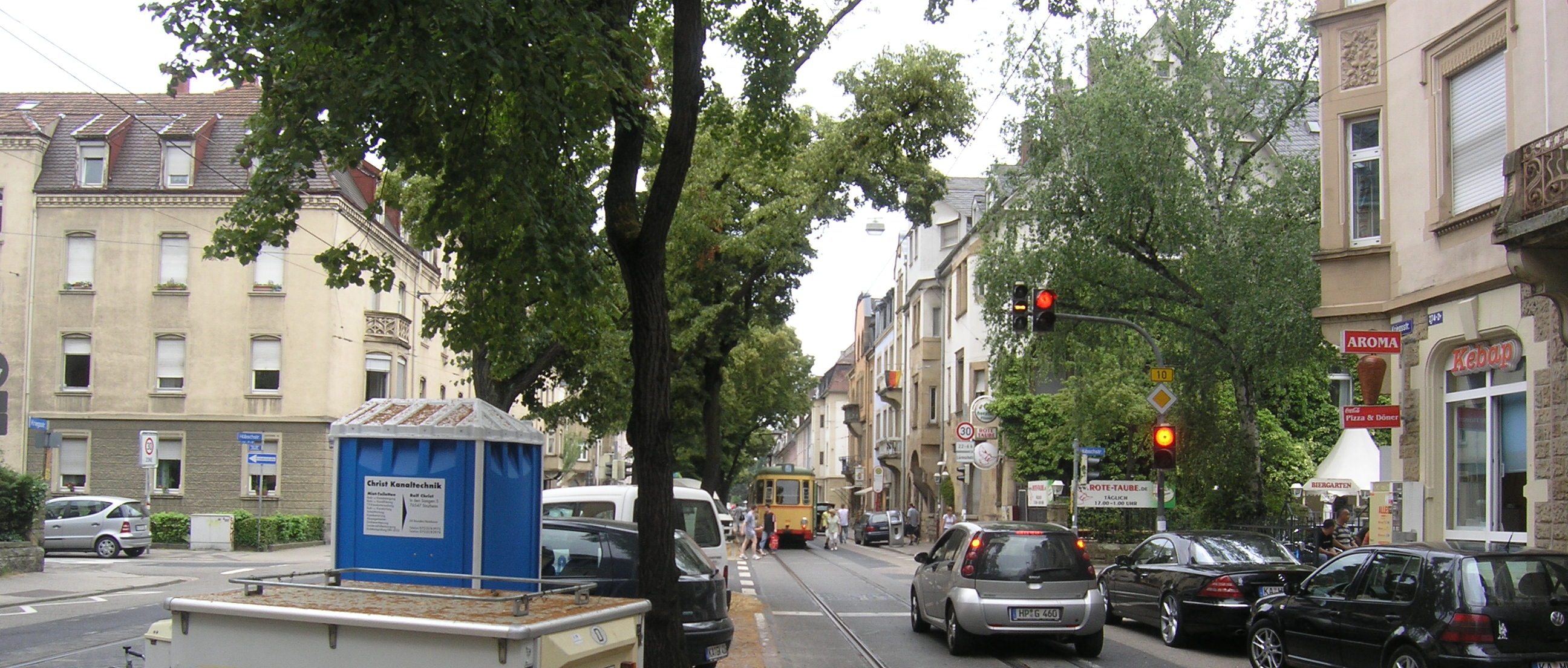
Weststadt: Straßenbahn hält auf der Bundesstraße
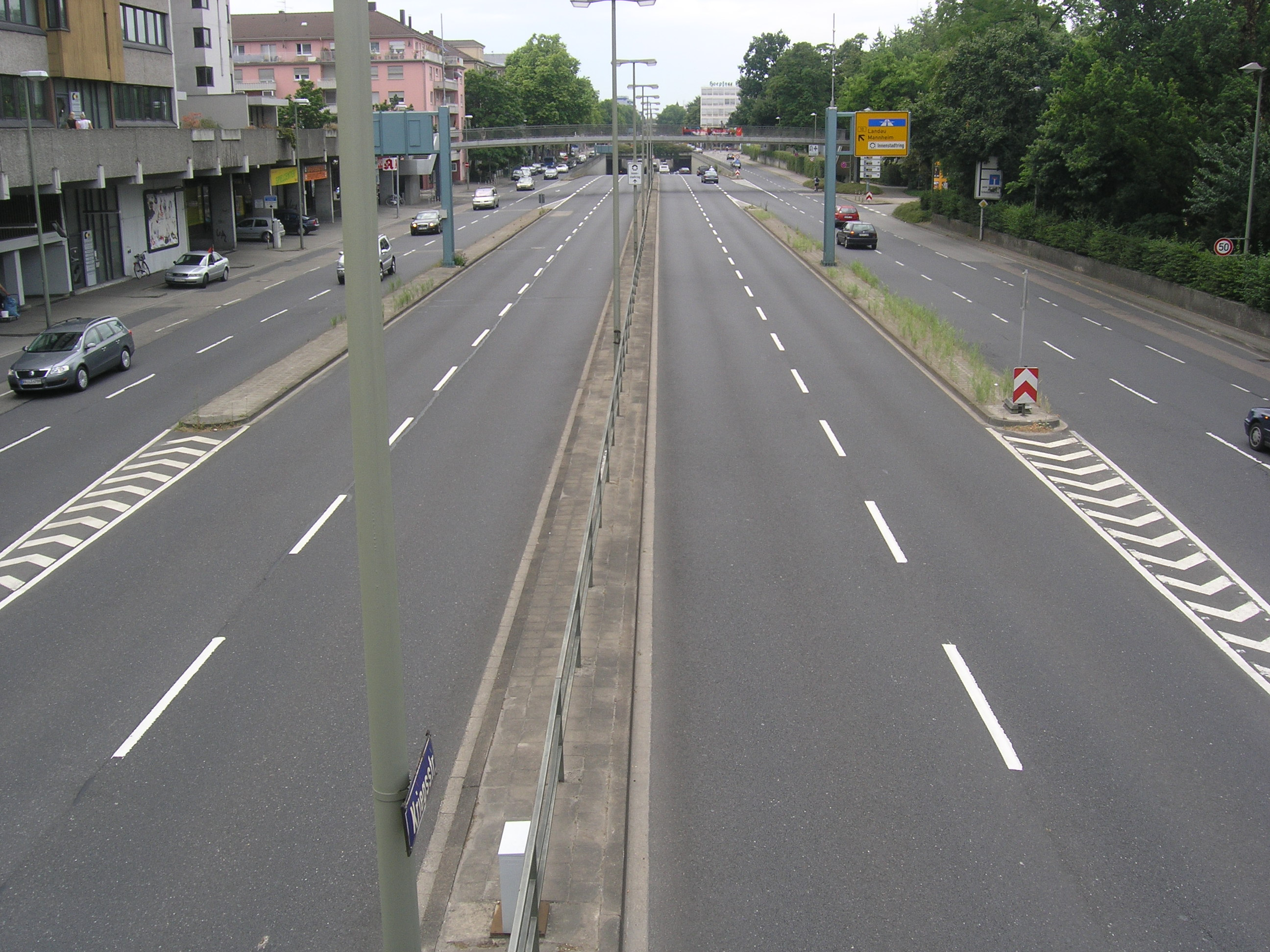
Südweststadt: zehnstreifig, kreuzungsfrei, mit Anliegerfahrbahnen
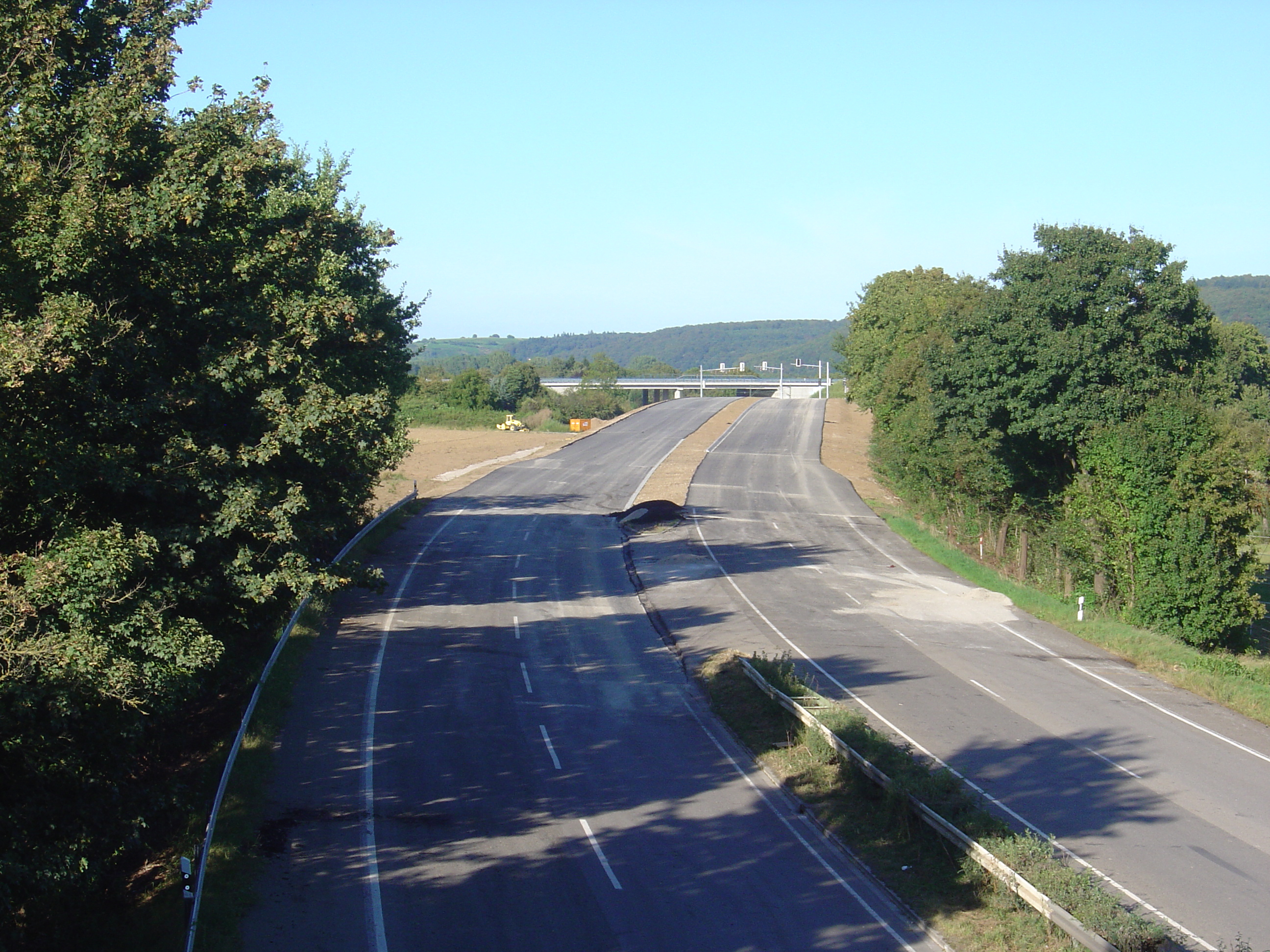
Durlach: alte und neue B 10

### Stadtgebiet Pforzheim und Enzkreis
Im Stadtgebiet Pforzheim war 2012 geplant, die B 10 zwischen der Kreuzung mit der B 294 und der Bahnunterführung von derzeit drei auf vier Fahrstreifen auszubauen. Des Weiteren war geplant, die B 10 zwischen dem Pforzheimer Stadtteil Eutingen und der Kreuzung bei Niefern-Öschelbronn auf vier Fahrstreifen zu erweitern. Dazu sollte die jetzige Enzbrücke durch eine neue Zwillingsbrücke ersetzt werden.

### Landkreis Ludwigsburg
Schon 2005 wurde über den Ausbau des chronisch überlasteten Abschnitts zwischen Schwieberdingen-Mitte und der AS Stuttgart-Zuffenhausen der A 81 auf vier Fahrstreifen beraten. Auf diesem Abschnitt wurden 2005 bereits die bisher ampelgesteuerte Kreuzung mit der Landesstraße 1141 umgebaut und zwei Kreisverkehre hinzugefügt.

### Stadtgebiet Stuttgart
Die stark belasteten Abschnitte der B 10 auf dem Gebiet der Stadt Stuttgart sollen nach und nach auf vier bis sechs Fahrstreifen erweitert werden. Im Mai 2006 wurde bereits der vierstreifige Straßentunnel unter dem Pragsattel eröffnet. Bis August 2012 wurde die an den Pragsatteltunnel anschließende Heilbronner Straße bis zur Borsigstraße auf sechs Fahrstreifen ausgebaut. Ferner wurde ein weiterer Straßentunnel unter dem Rosenstein erbaut. Baubeginn des Rosensteintunnels war im Januar 2014. Die Inbetriebnahme des Tunnels sollte ursprünglich 2019 erfolgen, die Baukosten für das Projekt 193,5 Millionen Euro betragen. Die feierliche Eröffnung des Tunnels fand am 26. März 2022 statt. Bis Anfang 2026 soll dann auch der Umbau des gesamten Leuzeknotens abgeschlossen sein. Für das Gesamtprojekt wird mittlerweile mit Kosten in Höhe von 456,05 Millionen Euro gerechnet. Mit dem Neubau des Straßentunnels der B 10 werden auch der Berger Tunnel und der Schwanenplatztunnel umgebaut. Seit 1. März 2010 gilt auf dem gesamten Abschnitt zwischen Stuttgart-Gaisburg und dem Plochinger Dreieck durchgehend ein Tempolimit von 80 km/h für Pkw und 60 km/h für Lkw.
Ein Rückbau der Rampenauffahrt auf die B 10 / B 27 in Feuerbach nahe der Haltestelle „Friedrichswahl“ in Fahrtrichtung Zuffenhausen ist seit vielen Jahren in Diskussion: Die Rampe ist raumgreifend und baulich aufwändig, aber verkehrlich verzichtbar und sorgt für unnötig hohe Schadstoffbelastungen.

### Landkreis Esslingen

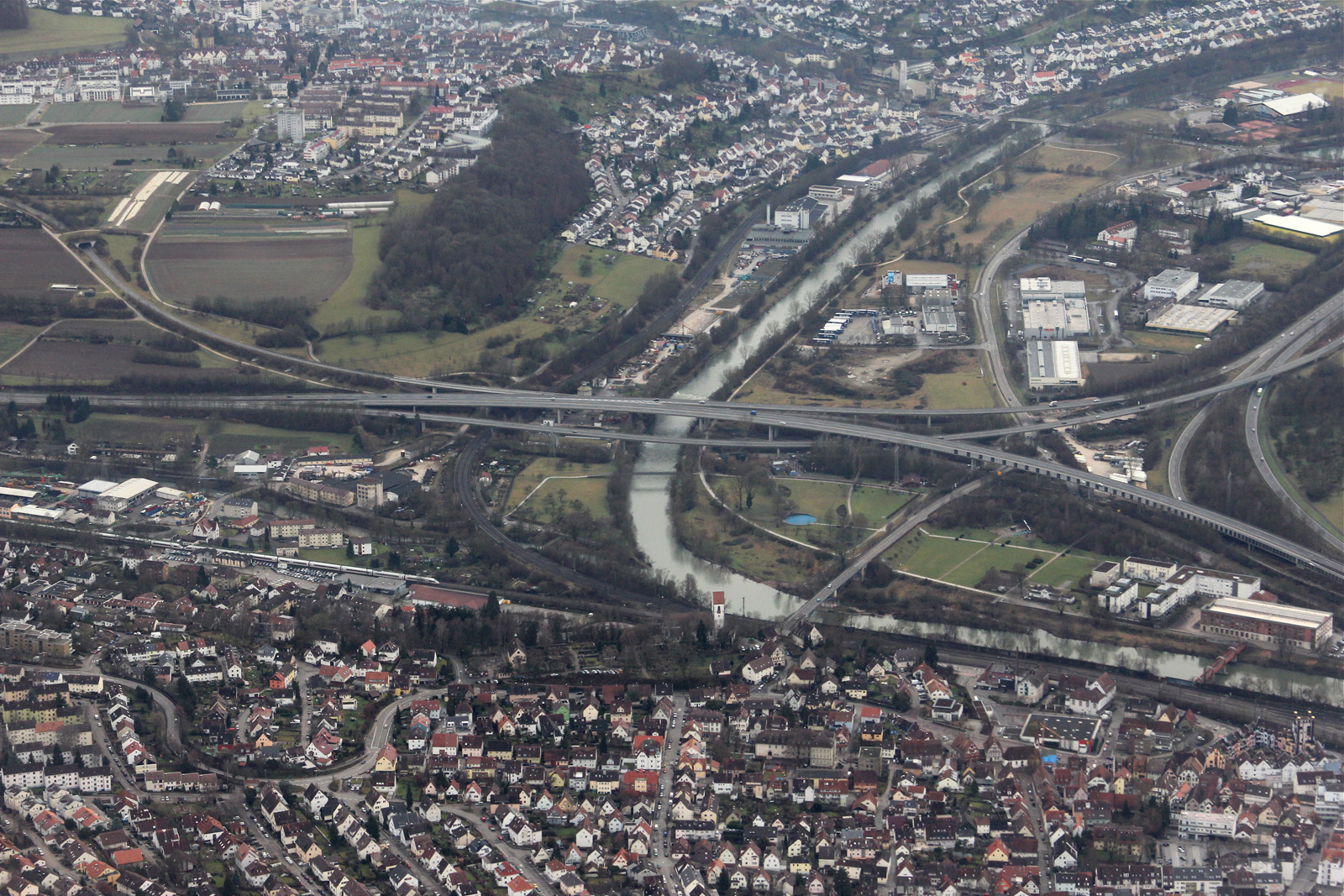
Abzweigung der B 313 am Plochinger Dreieck, am Neckar östlich von Stuttgart

Im Landkreis Esslingen führt die B 10 von ES-Mettingen über das Plochinger Dreieck bis nach Reichenbach/Fils. In diesem Abschnitt wurde die B 10 schon früh durchgehend kreuzungsfrei vierspurig ausgebaut. Dabei wurde der Verlauf auf die südliche Seite des Neckars und ab Plochinger Dreieck südlich der Fils verlegt, um die Ortsdurchfahrten zu entlasten.
Der Abschnitt von Esslingen bis zum Plochinger Dreieck wurde 1969 eröffnet. Am Plochinger Dreieck wird die B 313 aus dem Neckartal Richtung Wendlingen (A 8), Nürtingen und Metzingen mit der B 10 verknüpft. Das Dreieck liegt direkt bei der Mündung der Fils in den Neckar und ist ein imposantes Bauwerk mit mehreren Brücken und Anschlüssen. In einer aufwendigen, heute nicht mehr üblichen Bauweise, werden alle sechs Richtungsfahrbahnen direkt geführt.
Östlich des Plochinger Dreiecks führt die B 10 seit 1979 bis zur Anschlussstelle Reichenbach an der Fils, seit 1989 auch um Reichenbach herum.

### Landkreis Göppingen

#### Ebersbach-Göppingen
In Ebersbach/Fils überquert die B 10 die Grenze zum Landkreis Göppingen, welcher durch die B10 maßgeblich an die Metropolregion Stuttgart angebunden wird. Die Bundesstraße führt südlich der Orte Ebersbach (seit 1991) und Uhingen (seit 1993, teilweise untertunnelt) vorbei, bevor bei der Anschlussstelle Göppingen-Faurndau Göppinger Stadtgebiet erreicht wird.
Bereits seit 1971 entlastet die Bundesstraße das Göppinger Stadtgebiet durchwegs vierspurig. Dazu wurde ab Göppingen-Faurndau eine Ortsumfahrung mit der noch heute genutzten Trassenführung erstellt. Im Bereich der Jebenhäuser Steige entstand der Ödetunnel, bevor die Bundesstraße im Bereich der heutigen Anschlussstelle Eislingen über die Westtangente wieder in die Ulmer Straße mündete.
Am 25. Juli 2008 wurde die B 10 auf Göppinger Gebiet um die neue Anschlussstelle Göppingen-Zentrum/West erweitert. Der Bau hierzu begann im Jahr 2006 und bindet das Klinikum Christophsbad und das Berufsschulzentrum Öde direkt an die Bundesstraße an. Der Verkehr der B 297 wird seither über die bereits 2005 fertiggestellte Querspange Pfingstwasen von der Stuttgarter Straße bis zur neuen B 10-Anschlussstelle geführt, um Faurndau zu entlasten.

#### Göppingen-Gingen
Am 7. Juni 2006 wurde die B 10 am damaligen, langjährigen Ende östlich von Göppingen mit einem weiteren, 3,9 Kilometer langen Teilstück Ortsumfahrung Eislingen ergänzt, welche seit 2001 im Bau war. Dieses Teilstück führt seither in einer weiten Schlaufe südlich der Stadt Richtung Südosten.
Zum Schutz der Wohnbebauung Heimt wurde die Bundesstraße südlich von Eislingen für ein kurzes Stück in einen Tunnel gelegt. Das Bauwerk wurde aus wasserundurchlässigem Beton nach dem Prinzip der „Weißen Wanne“ hergestellt, da die Fahrbahn bis zu 5 Meter in den dortigen Grundwasserhorizont eintaucht. Im Zuge der Baumaßnahme wurde die Verlegung des Streichenbaches erforderlich, der nun den Heimt-Tunnel überquert.
Östlich des Tunnels wurden beim Bau der Trasse Anfang Juli 2002 durch Studenten der Universität Tübingen Teile eines Schädels eines riesigen Fischsauriers entdeckt. In der Folge wurde die 181 Millionen Jahre alte Fundschicht bis 2005 in mehreren Ausgrabungskampagnen eingehend untersucht, wobei mehrere Tausend Knochen geborgen werden konnten. Der Bereich der Fundstellen ist heutzutage an der Bundesstraße mit einer touristischen Unterrichtungstafel markiert.
Gleichzeitig mit der Eröffnung der Ortsumgehung Eislingen wurde zwischen Eislingen und Salach das Ende der Ortsumgehung hinter der heutigen Ausfahrt Eislingen-Ost in Form eines Kreisverkehrs an die alte Bundesstraße angebunden. Am westlichen Ende des Neubaus wurde die Anschlussstelle Göppingen-Ost/Eislingen-West am 17. November 2006 als Vollanschluss eröffnet. Dadurch wurde es wieder möglich, ohne größere Umwege von der B 10 sowohl direkt nach Eislingen als auch nach Holzheim zu gelangen.
Der Weiterbau der B 10 bis Süßen wurde Ende 2009 abgeschlossen, die Verkehrsfreigabe erfolgte am 22. Dezember. Der anschließende Abschnitt bis Süßen-Ost wurde am 19. September 2011 im Rahmen eines Festakts eröffnet. Ab Oktober 2015 erfolgte der Weiterbau bis Gingen-Ost als wichtiger Teil der Ortsumgehung Gingen. Die Verkehrsfreigabe dieses Teilstücks erfolgte am 10. Juli 2018. Außerdem wurde die Bundesstraße 466 im Zuge eines Neubaus im September 2016 direkt an die B 10 angeschlossen.
Damit wurden – knapp 20 Jahre nach dem Planfeststellungsbeschluss „Neubau B 10 Göppingen-Gingen“ am 30. Mai 1997 – sowohl Eislingen und Salach als auch Gingen und Süßen komplett vom Durchgangsverkehr entlastet. Die Rückbaumaßnahmen der alten B 10 wurden ab Frühjahr 2024 umgesetzt.

#### Umfahrung Geislingen/Steige
Aktuell ist die Weiterführung der B 10 südwestlich von Geislingen in Planung. Die etwa acht Kilometer lange, zweispurige Umfahrung soll dabei Kuchen und Geislingen entlasten. Die Planung umfasst zwei Teilstücke, einerseits die Strecke von Gingen-Ost bis Geislingen-Mitte und andererseits die Weiterführung durch den geplanten ca. 2100 m langen Schildwachttunnel bis Geislingen-Ost. Mit der Fertigstellung kann frühestens ab dem Jahr 2030 gerechnet werden. Es ist geplant, den Entwurf bis Herbst 2024 fertigzustellen.

### Alb-Donau-Kreis
Oberhalb der Geislinger Steige erreicht die B 10 den Alb-Donau-Kreis. Der Fahrweg in diesem Bereich wurde bereits 1824 erbaut. Nach zwei Ortsdurchfahrten von Amstetten und Urspring, die perspektivisch ebenfalls umgangen werden sollen, führt die B 10 südwärts Richtung Luizhausen. Bis zum 14. November 2006 wurde auch dieser Ort durchquert, bevor die neue 2,6 km lange Ortsumfahrung Luizhausen (Gemeinde Lonsee) fertiggestellt wurde. Die Bundesrepublik Deutschland investierte 4,7 Millionen Euro.
Ab nördlich von Dornstadt wurde die B 10 in den 1970er Jahren zu einer vierspurigen und richtungsgetrennten Straße ausgebaut. Sie führt seither über die A 8 (Anschlussstelle Ulm-West) hinunter ins Ulmer Stadtgebiet. Seit Sommer 2009 ist die B 10 in diesem Bereich für den LKW-Durchfahrtsverkehr gesperrt.

### Stadt Ulm
Die B 10 wurde zunächst nicht in die 2009 in Ulm eingeführte Umweltzone aufgenommen. Ab dem 1. Januar 2013 erweiterte die Stadt Ulm dann die Umweltzone auf die B 10 zwischen der Anschlussstelle Universität und der Donaubrücke, sodass dieser Abschnitt nur noch mit grüner Plakette befahren werden durfte. Im Juni 2024 wurde die Umweltzone in diesem Bereich aufgrund stetig gesunkener Stickstoffoxid-Werte wieder aufgehoben.
Im Bereich der Stadt Ulm unterliegt die B 10 laufenden Unterhaltungsarbeiten, zuletzt 2021/2022 im Ringstraßentunnel unter dem Bismarckring. Die Wallstraßen- wie auch die Adenauerbrücke im Stadtgebiet Ulm weisen erhebliche Schäden auf.
Im Vorfeld der Landesgartenschau Ulm 2030 soll die B 10 statt der Überführung am Blaubeurer Tor, auf das sich die Brücke zum Teil aufstützt, in einen Tunnel verlegt werden und der heutige Kreisverkehr zwei Ampelkreuzungen weichen. Die nördlich davon gelegene Wallstraßenbrücke wird ab 2026 neu errichtet.
Jetzt wird das Land Baden-Württemberg verlassen, und die Straße erreicht nach Überquerung der Donau das Bundesland Bayern. Die marode Adenauerbrücke über die Donau soll durch einen achtsspurigen Neubau ersetzt werden. Der Neubau soll bis 2028 beendet sein und ist (Stand 2023) mit 53 Millionen Euro veranschlagt.

### Landkreis Neu-Ulm
Derzeit führt die B 10 von der Landesgrenze durch das Neu-Ulmer Stadtgebiet zur A 7 bei Nersingen. Es ist vorgesehen, die B 10 langfristig an das südliche Stadtende zu verlegen und das Autobahndreieck Neu-Ulm anzubinden und damit die B 30 direkt mit der B 10 zur A 7 zu führen. Diese Trasse für eine Verlegung der B 10 zwischen Breitenhof und dem Autobahndreieck Neu-Ulm/B 30 wird weiterhin freigehalten.

#### Stadtgebiet Neu-Ulm
In Neu-Ulm wurde die Kreuzung Memminger Straße (ehemalige B 19, jetzt Staatsstraße 2031) – Europastraße (B 10) von 2006 bis 2007 umgestaltet. Die B 10 führt nun unter der Staatsstraße hindurch und löste so einen großen und unfallträchtigen Verkehrsknoten auf, der bisher täglich von mehr als 30.000 Fahrzeugen befahren wurde.
Von Mitte April 2012 bis Mitte Juni 2014 wurde auch die Kreuzung Reuttier Straße/B 10 umgestaltet. Ähnlich der Kreuzung Memminger Straße untertunnelt hier die B 10, der Verkehr über dem Tunnel wird nun durch einen Kreisel geregelt. Ab Juli 2018 wurde die letzte innerstädtische Kreuzung an der Otto-Hahn-Straße kreuzungsfrei ausgebaut. Hierfür wurde die B 10 einspurig mittels einer Brücke über die Otto-Hahn-Straße geführt und die darunterliegende Kreuzung wurde zu einem Kreisverkehr umgebaut.

#### Weiterer Verlauf im Landkreis Neu-Ulm
Im Bundesverkehrswegeplan 2030 wurde als vordringlicher Bedarf vorgesehen, die B 10 im stau- und unfallträchtigen Bereich zwischen Breitenhof und der Anschlussstelle Nersingen (A 7) vierstreifig auszubauen.
Im Mai 2018 wurde als Vorleistung die Brücke über die B 10 zwischen Burlafingen und Steinheim abgerissen und durch eine für den vierspurigen Verkehr dimensionierte Brücke ersetzt. Ab 2020 wurden dann zwischen Breitenhof und der A 7 zwei Fahrstreifen südlich der bestehenden Trasse angebaut und die Anschlussstelle Nersingen zu einem Kleeblatt ohne Ampelanlage ausgebaut. Die A7-Überführung wurde vom Ausbau nicht tangiert: Bereits beim Bau der A 7 wurde als Bauvorleistung die Unterführung an der Anschlussstelle Nersingen für vier Fahrstreifen dimensioniert und Platz für den südlichen Teil des Kleeblatt-Kreuzes freigehalten.
Die Anschlussstelle Breitenhof wurde um 600 Meter nach Osten verlegt und als halbes Kleeblatt am 6. September 2021 zusammen mit der vierstreifigen Verkehrsführung von hier bis zur Brücke Otto-Hahn-Straße dem Verkehr übergeben. Der restliche Ausbau bis zum Kreisverkehr hinter der Anschlussstelle Nersingen der A7 wurde am 4. Juli 2022 dem Verkehr übergeben.
Im Jahre 2015 wurde die B 10 zwischen der Anschlussstelle Nersingen und der Grenze zum Landkreis Günzburg zur Staatsstraße 2509 herabgestuft.

### Landkreise Günzburg und Augsburg
Aufgrund des sechsstreifigen Ausbaus der parallel verlaufenden A 8 wurde die B 10 in den Landkreisen Günzburg und Augsburg komplett herabgestuft.
Zunächst endete die B 10 ab 1. Januar 2011 in Leipheim an der GZ4, dann ab 1. Januar 2014 an der Autobahn-Anschlussstelle Leipheim. 2015 wurde die B 10 von der Landkreisgrenze bei Neu-Ulm bis zur B 16 zur Staatsstraße herabgestuft.
Zum 1. Januar 2016 wurde das letzte Teilstück im Landkreis zwischen Günzburg und der B 300 bei Neusäß zur Staatsstraße St 2510 herabgestuft. Ortsdurchfahrten wurden teils zu Gemeindestraßen.
Im Zuge des zweispurigen Ausbaus zwischen Neu-Ulm und der A 7 wurde die B 10 ab AS Nersingen zur Staatsstraße 2509 abgestuft und die B 10 endet heute an der Anschlussstelle Nersingen.

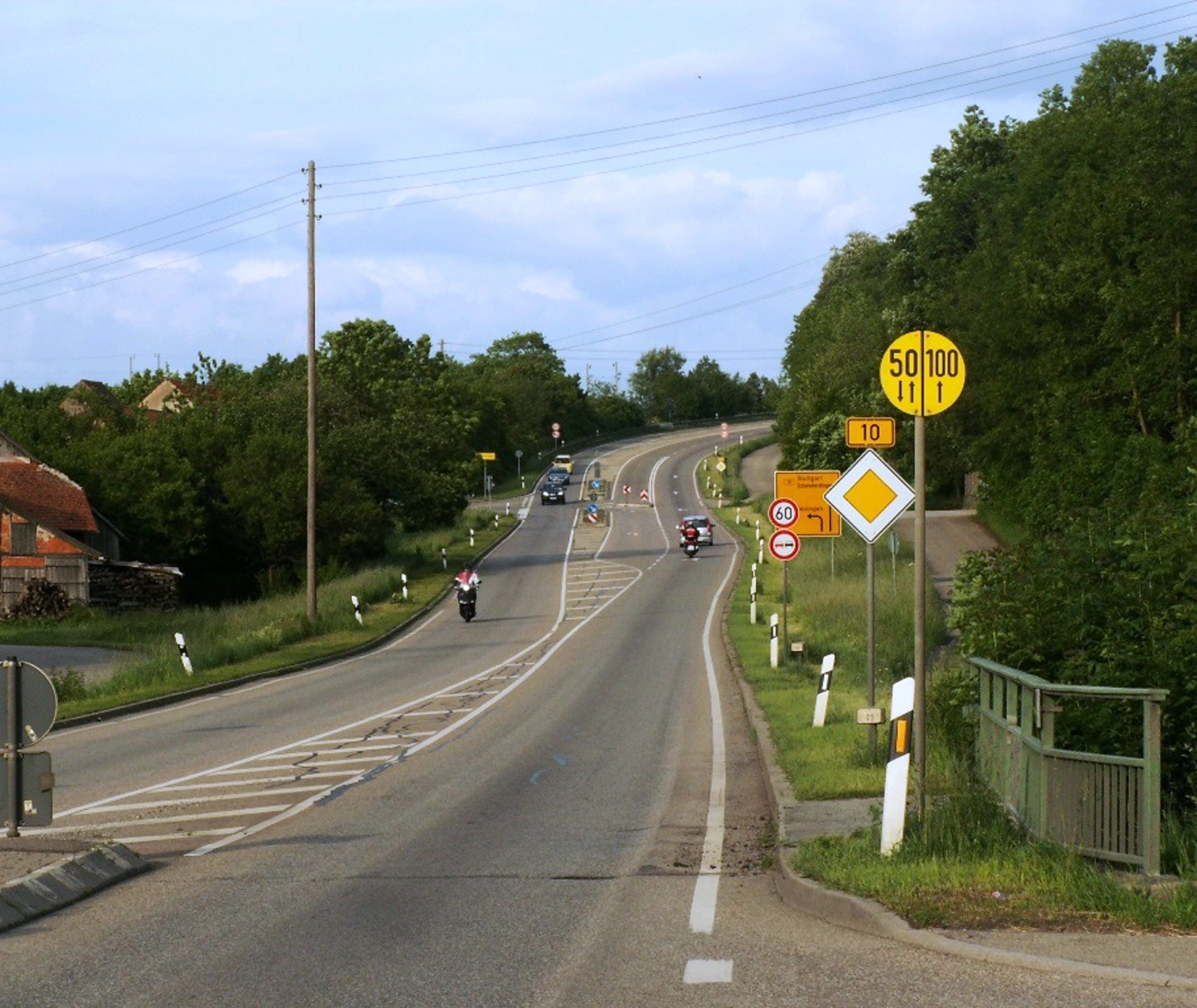
Beginn der Enzweihinger Steige
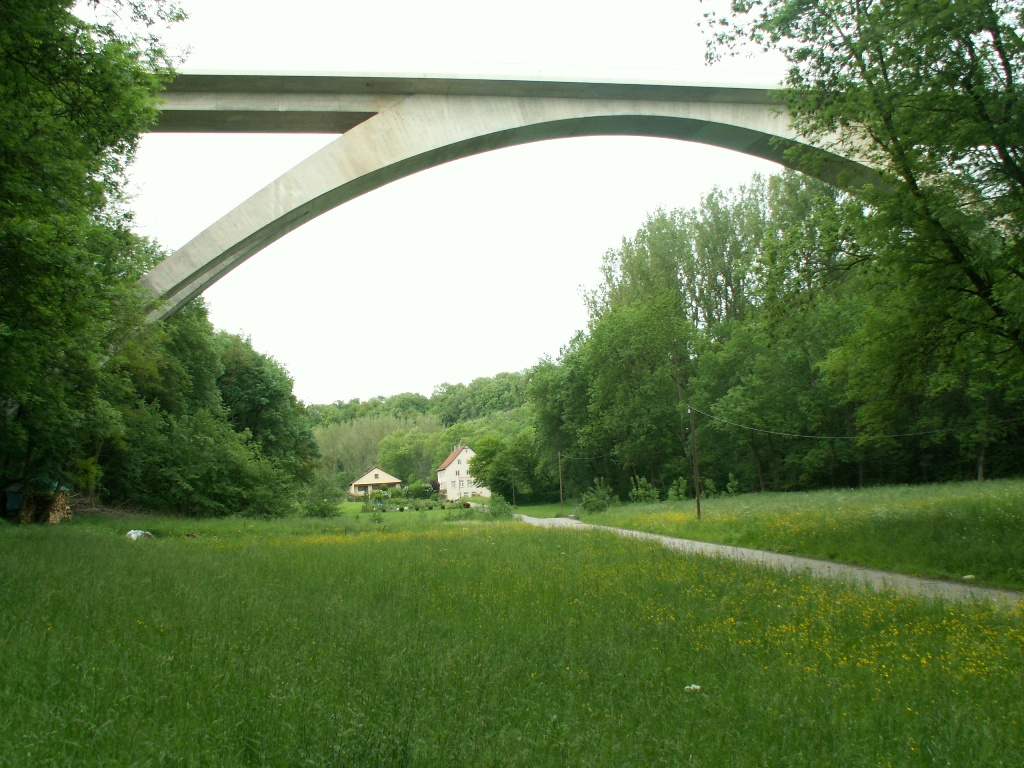
Glemstalviadukt bei Schwieberdingen
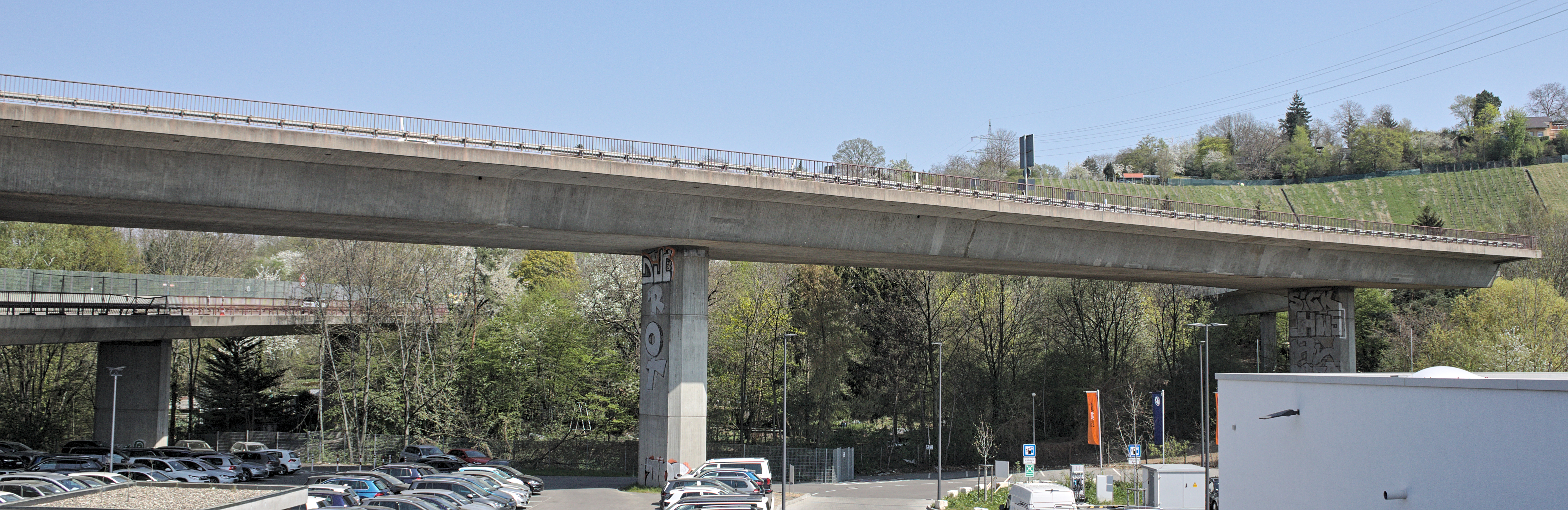
Rampenauffahrt „Friedrichswahl“ in Stuttgart-Feuerbach
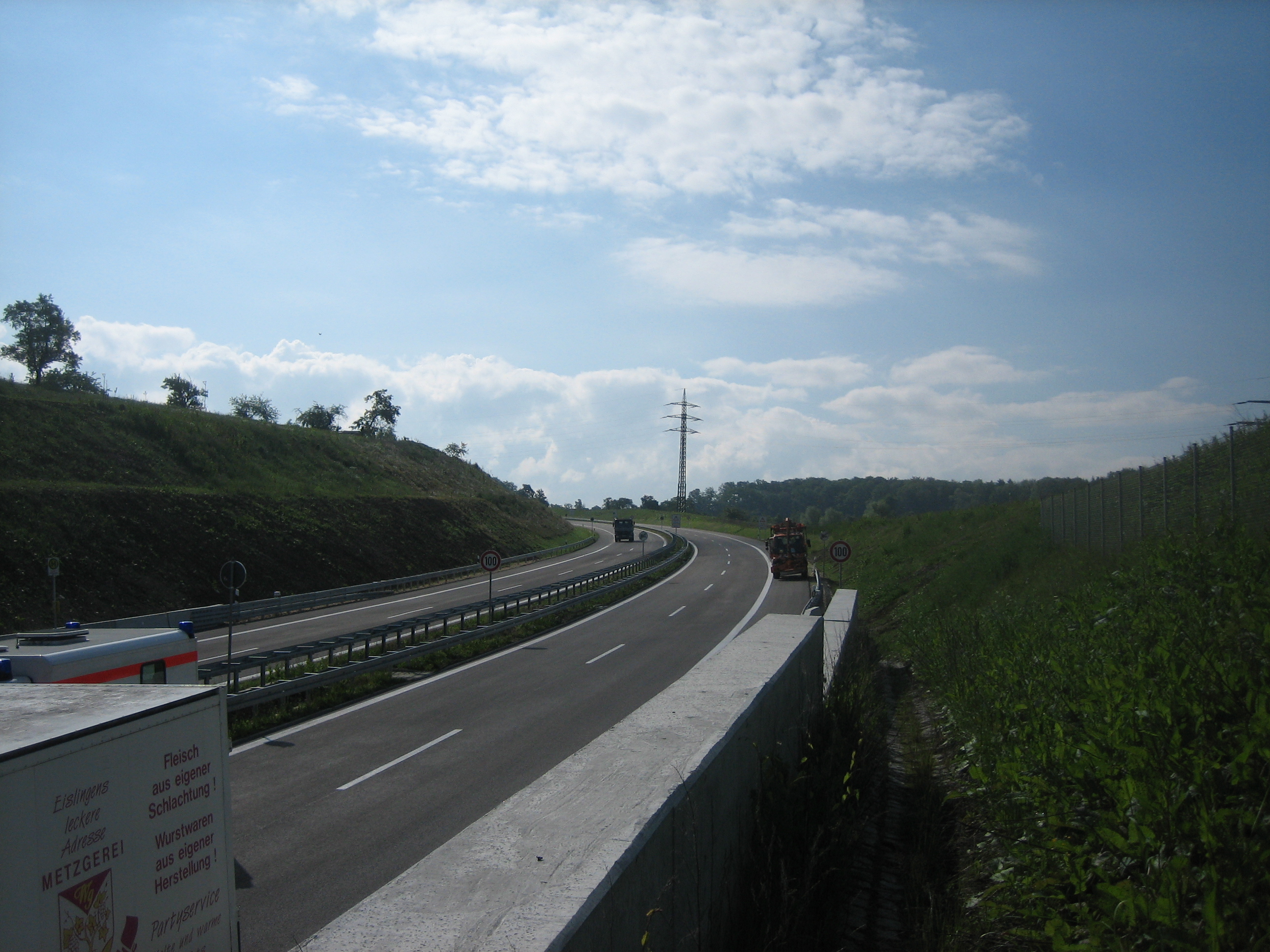
B 10-Neubau bei Eislingen